# Jonas Lüscher

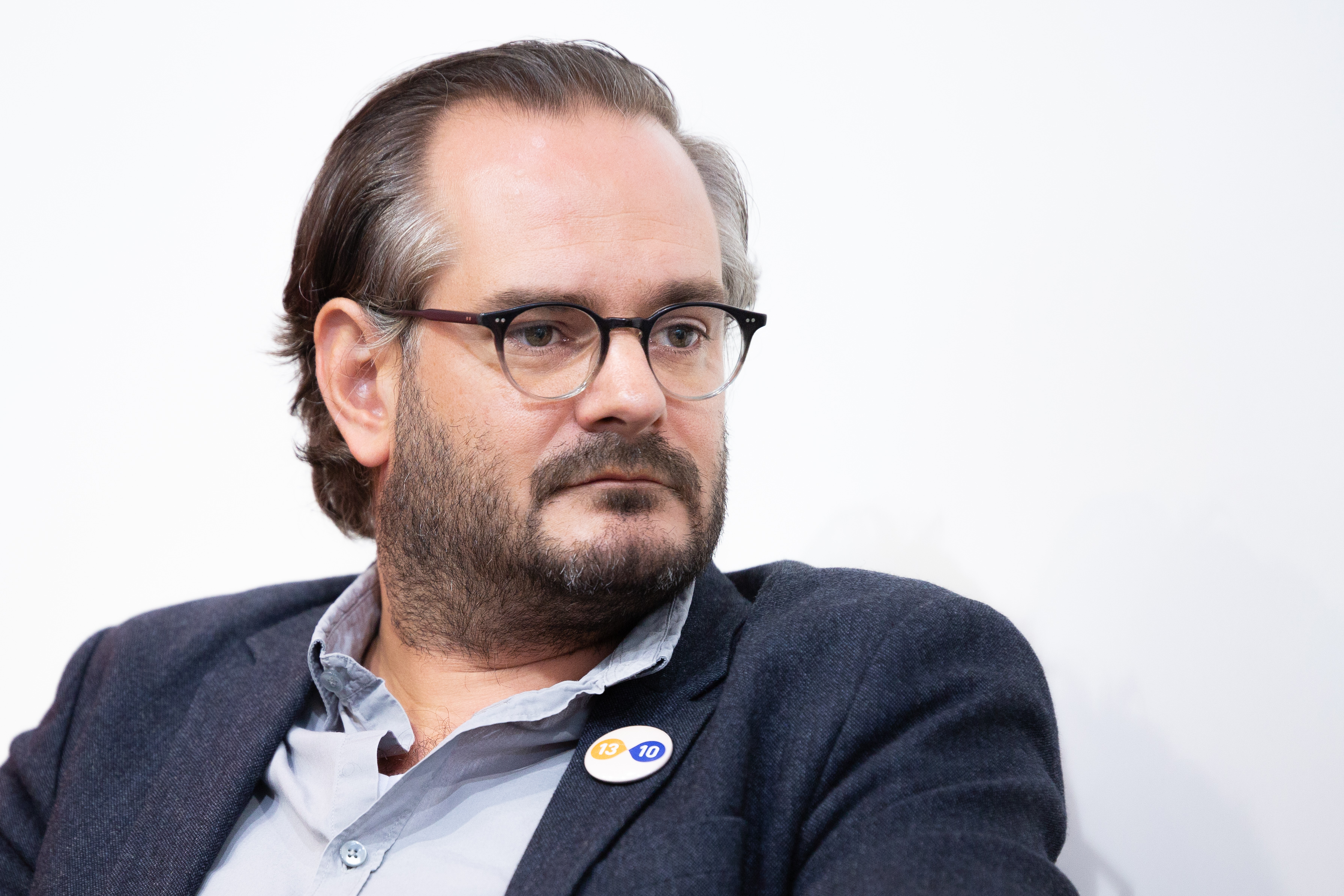
Jonas Lüscher auf der Frankfurter Buchmesse 2018

Jonas Lüscher (* 22. Oktober 1976 in Schlieren) ist ein schweizerisch-deutscher Schriftsteller und Essayist.

## Leben
Jonas Lüscher wurde 1976 in Schlieren bei Zürich geboren. Er wuchs in Bern auf, wo er auch von 1994 bis 1998 das Evangelische Lehrerseminar Muristalden (heute Campus Muristalden genannt) besuchte (Ausbildung zum Primarlehrer). Nach einigen Jahren als Dramaturg und Stoffentwickler in der Münchner Filmwirtschaft studierte er an der Hochschule für Philosophie München (2005 bis 2009). Nebenbei arbeitete Lüscher als freiberuflicher Lektor.
Sein Studium schloss er 2009 mit der Erlangung eines Magistergrades ab. Anschließend folgten zwei Jahre als Wissenschaftlicher Mitarbeiter am Institut TTN (Technik-Theologie-Naturwissenschaften) an der Ludwig-Maximilians-Universität, gleichzeitig arbeitete er als Ethiklehrer an der Staatlichen Wirtschaftsschule München/Pasing.
2011 wechselte Lüscher an die ETH Zürich. Er schrieb dort bei Michael Hampe an einer Dissertation über die Bedeutung von Narrationen für die Beschreibung sozialer Komplexität vor dem Hintergrund von Richard Rortys Neo-Pragmatismus. 2012/2013 verbrachte er mit einem Stipendium des Schweizerischen Nationalfonds neun Monate als Visiting Researcher am Comparative Literature Department der Stanford University. Zum Jahresende 2014 verließ Lüscher die ETH, ohne seine Dissertation abzuschließen.
Er ist Mitglied im PEN-Zentrum Deutschland und im PEN Berlin. Seine erste Novelle Frühling der Barbaren wurde 2013 für den Deutschen Buchpreis nominiert, ebenso für den Schweizer Buchpreis. Lüscher erhielt mehrere Auszeichnungen; für seinen Roman Kraft wurde ihm 2017 der Schweizer Buchpreis verliehen. 2018 wurde er als ordentliches Mitglied in die Bayerischen Akademie der Schönen Künste (Abteilung Literatur) gewählt. 2021 trat er aus Protest gegen die verständnisvollen Äußerungen des Akademiepräsidenten Winfried Nerdinger zur coronaskeptischen Kunstaktion allesdichtmachen aus der Akademie aus.
Während der COVID-19-Pandemie im März 2020 erkrankte Lüscher an COVID-19. Nach Auftreten einer schweren Lungenentzündung lag er sieben Wochen im Koma auf der Intensivstation, wo er künstlich beatmet wurde. Nach seiner Genesung kritisierte er neben Verschwörungstheoretikern auch Immunologen, welche die Gefährlichkeit dieser Krankheit für Menschen ohne Vorerkrankungen verharmlosten. Die Pandemie offenbare gesellschaftliche Probleme in aller Deutlichkeit, meinte Lüscher weiter. Nach dem russischen Überfall auf die Ukraine 2022 sagte er, dass für ihn die scheinbare Gewissheit des Friedens schon mit der Annexion der Krim 2014 hinfällig gewesen sei, und man im Übrigen einfach ernst nehmen müsse, was aus Moskau zu hören sei; die angekündigte Zerstörung der Kultur der Ukrainer und deren „Umerziehung“ seien das Programm eines faschistischen Regimes in Moskau.
Lüscher lebt mit seiner Frau, der Schauspielerin und Regisseurin Ulrike Arnold, seit 2001 in München, er ist schweizerisch-deutscher Doppelbürger.

## Werk
- mit M. Hampe: Richard Rorty. In: Ralf Konersmann (Hrsg.): Handbuch Kulturphilosophie. Metzler, Stuttgart/Weimar 2012.
- Jetzt. Libretto zu einer Oper von Mathis Nitschke, uraufgeführt an der Opéra National de Montpellier, 30. November 2012.[10]
- Frühling der Barbaren. Novelle. C.H. Beck, München 2013, ISBN 978-3-406-64694-2.
- Die unanständige Mehrheit. Essay. In Tages-Anzeiger, 31. Juli 2013[11]
- Über Geld. Essay. In Sprache im technischen Zeitalter. 210, Juni 2014, 52. Jahrgang.
- An der Quelle. Erzählung. In Edit. Frühjahr 2015, ISSN 0943-8645.
- Im Geisterhaus. Essay. In Tages-Anzeiger. 24. April 2015[12]
- Kraft. Roman. C.H. Beck, München 2017, ISBN 978-3-406-70531-1.[13]
- Ins Erzählen flüchten. Poetikvorlesung. C.H. Beck, München 2020, ISBN 978-3-406-74886-8.
- Als Herausgeber gemeinsam mit Michael Zichy: Der populistische Planet. Berichte aus einer Welt in Aufruhr. C.H. Beck, München 2021, ISBN 978-3-406-76705-0.
- Verzauberte Vorbestimmung. Roman. Carl Hanser Verlag, München 2025, ISBN 978-3-446-28304-6.

## Auszeichnungen
- 2013: Franz-Hessel-Preis, für die Novelle Frühling der Barbaren[14]
- 2013: Literarische Auszeichnung des Kantons Bern
- 2013: Bayerischer Kunstförderpreis
- 2016: Hans-Fallada-Preis, für die Novelle Frühling der Barbaren[15]
- 2017: Nominierung zum Deutschen Buchpreis, mit Kraft
- 2017: Literarische Auszeichnung des Kantons Bern, für Kraft
- 2017: Schweizer Buchpreis, für Kraft
- 2017: Tukan-Preis, für Kraft
- 2022: Max Frisch-Preis der Stadt Zürich
- 2025: Rheingau Literatur Preis, für Verzauberte Vorbestimmung[16]
- 2025: Spycher: Literaturpreis Leuk, für Verzauberte Vorbestimmung
- 2025: Longlist des Deutschen Buchpreises mit Verzauberte Vorbestimmung